# Alois Schnabel
Alois Schnabel (født 27. februar 1910, død 20. september 1982) var en østrigsk håndboldspiller, som blandt andet deltog i OL 1936.
Han var en del af det østrigske håndboldlandshold, som vandt sølvmedalje. Han spillede i tre kampe som målmand, inklusive finalen.